# Aikmel (plaats)
Aikmel is een bestuurslaag in het regentschap Oost-Lombok van de provincie West-Nusa Tenggara, Indonesië. Aikmel telt 12.527 inwoners (volkstelling 2010).